# Freiland (Gemeinde Türnitz)

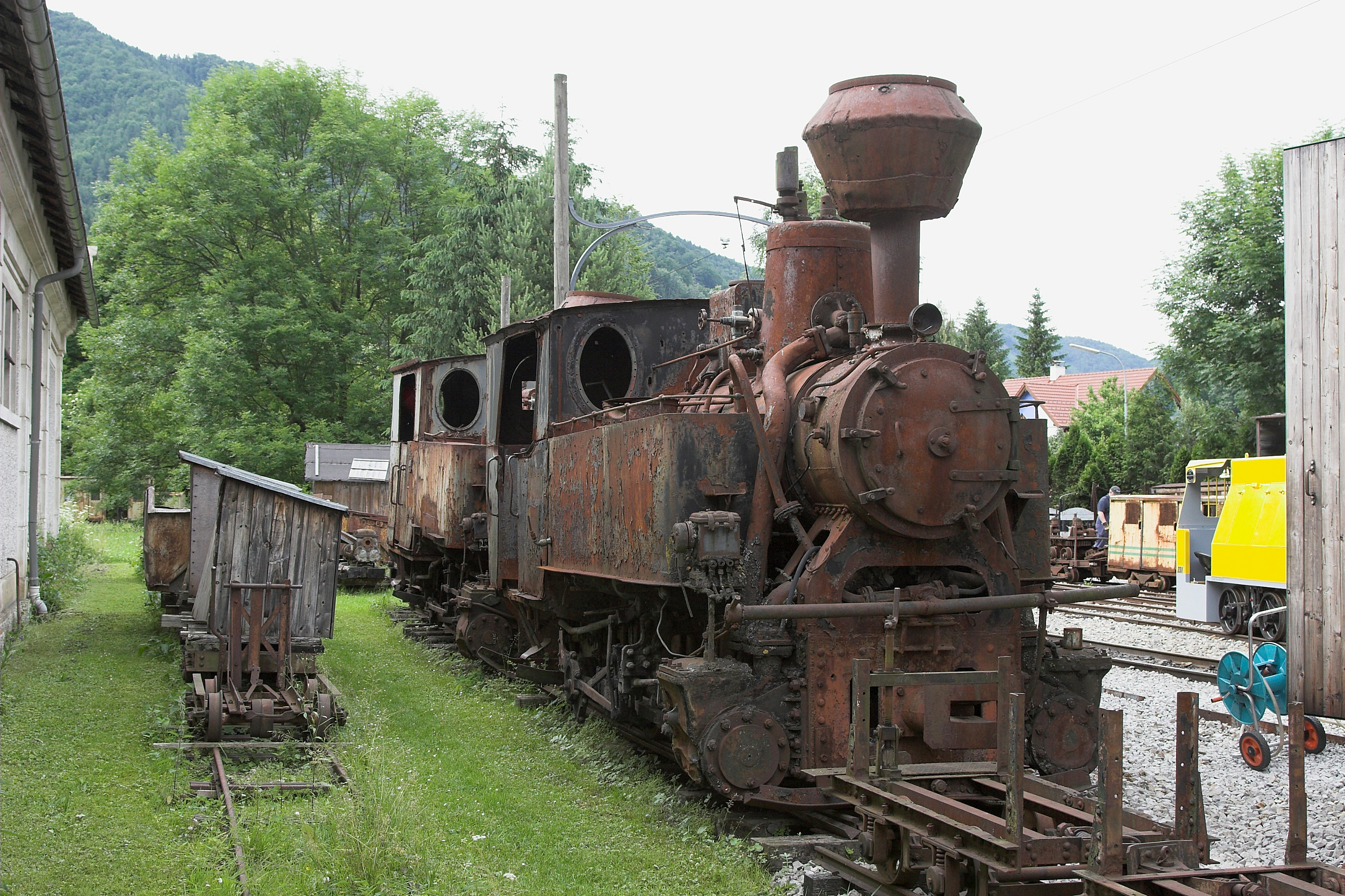
Eine MÁVAG-Typ 70 in Freiland (2008)

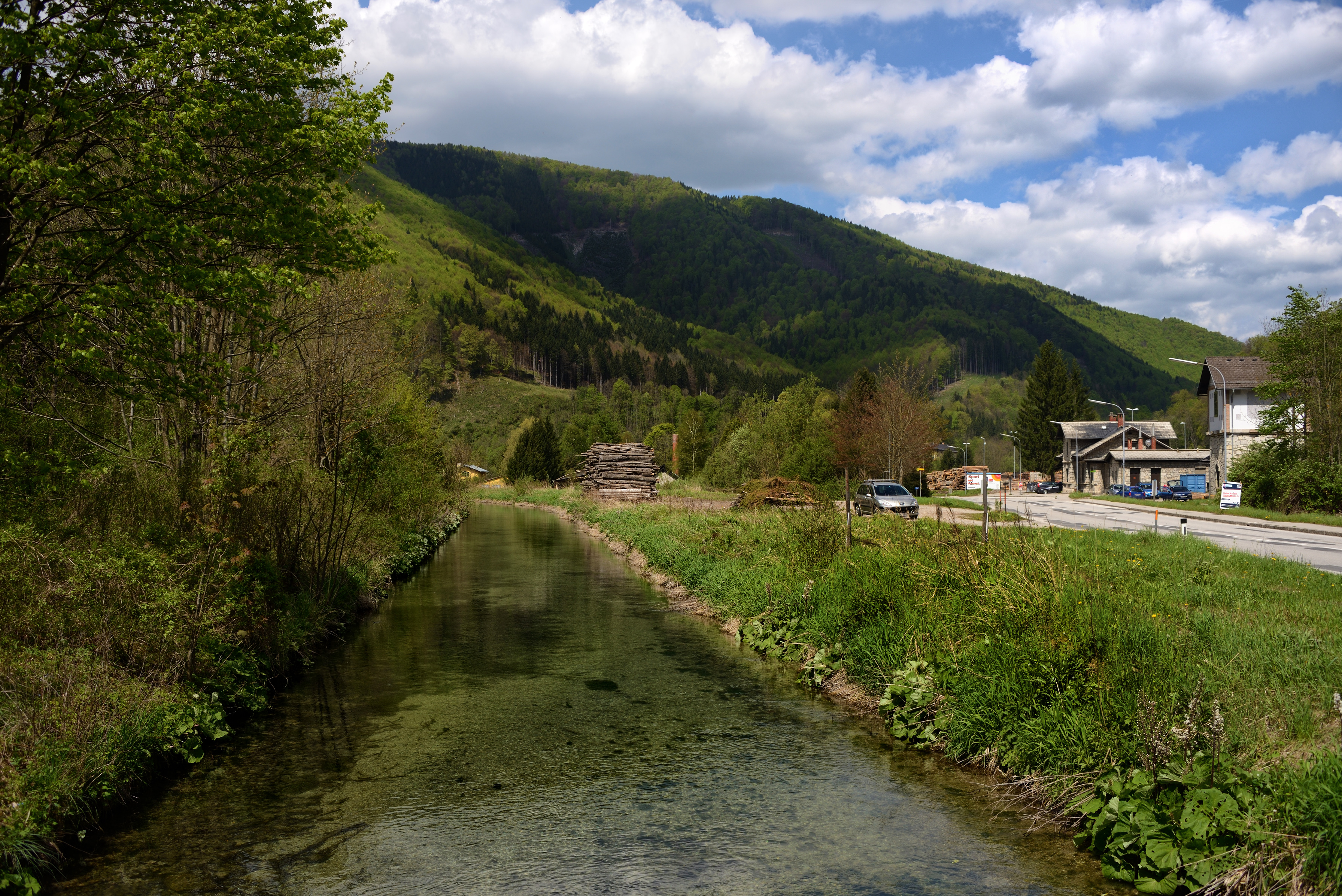
Die Traisen am südlichen Ortsrand (2014)

Freiland ist ein Ort in der Gemeinde Türnitz im Bezirk Lilienfeld in Niederösterreich.

## Geografie
Die um mehrere Zweckbauten entstandene Streusiedlung liegt im Mostviertel im oberen Traisental, das nach Norden zur Donau hin entwässert, auf einer Höhe von 400 m ü. A. Seine Lage am Zusammenfluss mit der Unrechttraisen macht ihn zum Verkehrsknotenpunkt.

## Geschichte
Der heute nicht mehr bestehende Freilandhof wird 1321 als Hof des „Frylanters“ urkundlich erwähnt. Dieser Hof wurde 1820 von Johann Fruhwirth erworben, der in der Nähe ein großes Eisenwerk betrieb, das in seiner Blütezeit (1840–1870) bis zu 600 Arbeiter beschäftigte und Gewehre, Bajonette und Säbel erzeugte. An der Stelle des Freilandhofes wurde im Jahre 1852 von der Fabrikantenfamilie Fruhwirth das Schloss Freiland errichtet. Durch die Einführung Werndl-Gewehre in der österreichischen Armee wurde die Produktion verkleinert und letztlich aufgegeben; Fruhwirth widmete sich fortan Erzeugnissen aus Holz.
1931 erwarb Fürst Franz I. von Liechtenstein die Fabrik, und 1942 auch das Schloss. Laut Adressbuch von Österreich waren im Jahr 1938 Freiland zwei Gemischtwarenhändler, ein Konsumverein, ein Sägewerk und die Fürstl. Lichtensteinsche Guts- u. Forstverwaltung ansässig. Des Weiteren gab es eine Holzstoff- und Pappenfabrik. Im Zweiten Weltkrieg wurde im Schloss eine Schule für verwundete SS-Angehörige eingerichtet. Durch Plünderungen in den letzten Kriegstagen und die russischen Besatzer hat es beträchtlichen Schaden erlitten.
Ab 1948 stand das Schloss Freiland dem Kriegsopferverband zur Verfügung, der hier ein Erholungsheim für Kinder von Kriegsopfern einrichtete. Das Schloss bot anfangs Platz für 250 Kinder und wurde später für 400 Kinder erweitert. Ab den 1970ern wurde das Heim unter der Bezeichnung Friedrich Karrerhaus, Erholungsstätte für Kriegsopfer und Behinderte geführt. Heute befindet sich darin ein Erholungshotel mit Seminarbetrieb.
Ein Anziehungspunkt in der Ortschaft ist auch das Feld- und Industriebahnmuseum Freiland, eine Sammlung schienengebundener Fahrzeuge in kleinen Spurweiten, wobei an manchen Tagen auch gefahren wird.

## Verkehr
- Im Straßenverkehr ist Freiland durch die Bundesstraßen B20, die dort Mariazeller Straße heißt und die Hohenberger Straße (B 214) erschlossen.
- Freiland war früher ein Bahnknotenpunkt. Von der Bahnstrecke Traisen–Kernhof zweigte dort die 2001 stillgelegte und inzwischen zurückgebaute Bahnstrecke Freiland–Türnitz ab. Deren ehemalige Trasse überbaut heute ein Radweg.